# Type IX (lớp tàu ngầm)
U-boat Type IX là một lớp tàu ngầm do Hải quân Đức Quốc xã thiết kế vào các năm 1935 và 1936 như những tàu ngầm vượt đại dương, dành cho những chuyến tuần tra kéo dài cách xa căn cứ. Những chiếc Type IX đã từng được sử dụng cho những chuyến tuần tra tận vùng bờ Đông Hoa Kỳ nhằm cố ngăn chặn dòng vận chuyển lực lượng và tiếp liệu sang Châu Âu. Chúng được cải biến từ tàu ngầm Type IA, và xuất hiện với nhiều biến thể khác nhau.

## Đặc tính
Những chiếc Type IX được trang bị sáu ống phóng ngư lôi, gồm bốn ống phía mũi và hai ống phía đuôi tàu. Chúng mang theo sáu quả ngư lôi để nạp lại bên trong tàu, đồng thời có năm khoang chứa ngư lôi bên ngoài (ba khoang phía đuôi và hai khoang phía mũi) để chứa thêm mười quả ngư lôi nữa. Tổng cộng 22 quả ngư lôi mang theo cho mỗi chuyến tuần tra cho phép các chỉ huy U-boat theo dõi các đoàn tàu vận tải và tấn công liên tiếp nhiều đêm. Một số chiếc IXC được trang bị cho hoạt động rải thủy lôi; trong vai trò rải mìn chúng có thể mang theo 44 thủy lôi TMA hoặc 60 thủy lôi TMB.
Vũ khí thứ cấp bao gồm một khẩu hải pháo 10,5 cm (4,1 in) trên boong tàu cùng 180 quả đạn pháo. Vũ khí phòng không trang bị thay đổi theo thời kỳ của chiến tranh. Chúng có hai kính tiềm vọng trên tháp chỉ huy; các phân lớp Types IXA và IXB còn có một kính tiềm vọng từ phòng điều khiển, nhưng được tháo dỡ kể từ phân lớp Type IXC và sau đó. Những tàu ngầm hoạt động tầm xa thường được trang bị một diều quay Focke-Achgelis Fa 330.

## Type IXA

### Danh sách tàu ngầm Type IXA
Xướng đóng tàu DeSchiMAG của hãng AG Weser tại Bremen đã đóng tám chiếc Type IXA.
- U-37 - bị đánh đắm 8 tháng 5, 1945
- U-38 - bị đánh đắm 5 tháng 5, 1945
- U-39 - bị đánh chìm 14 tháng 9, 1939
- U-40 - bị đánh chìm bởi thủy lôi, 13 tháng 10, 1939
- U-41 - bị đánh chìm bởi mìn sâu, 5 tháng 2, 1940
- U-42 - bị đánh chìm bởi mìn sâu, 13 tháng 10, 1939
- U-43 - bị đánh chìm 30 tháng 7, 1943
- U-44 - bị đánh chìm bởi thủy lôi, 13 tháng 3, 1940

## Type IXB
Type IXB là phân lớp được cải biến để nâng cao tầm xa hoạt động. Đây là biến thể Type IX thành công nhất khi mỗi chiếc Type IXB trung bình đã đánh chìm trên 100.000 GRT tải trọng tàu bè đối phương.
Những chiếc Type IXB nổi bật bao gồm U-123 do Đại úy Hải quân Reinhard Hardegen chỉ huy, vốn đã mở màn Chiến dịch Drumbeat tấn công tại vùng biển Hoa Kỳ vào đầu năm 1942; và U-107 dưới quyền chỉ huy của Thiếu tá Hải quân Günter Hessler, khi hoạt động ngoài khơi Freetown, Sierra Leone đã có chuyến tuần tra thành công nhất lịch sử khi đánh chìm gần 100.000 GRT tải trọng tàu bè đối phương.

### Danh sách tàu ngầm Type IXB
Xướng đóng tàu DeSchiMAG của hãng AG Weser tại Bremen đã đóng mười bốn chiếc Type IXB. Mười ba chiếc đã bị mất trong chiến tranh.
- U-64
- U-65
- U-103
- U-104
- U-105
- U-106
- U-107
- U-108
- U-109
- U-110
- U-111
- U-122
- U-123
- U-124

## Type IXC

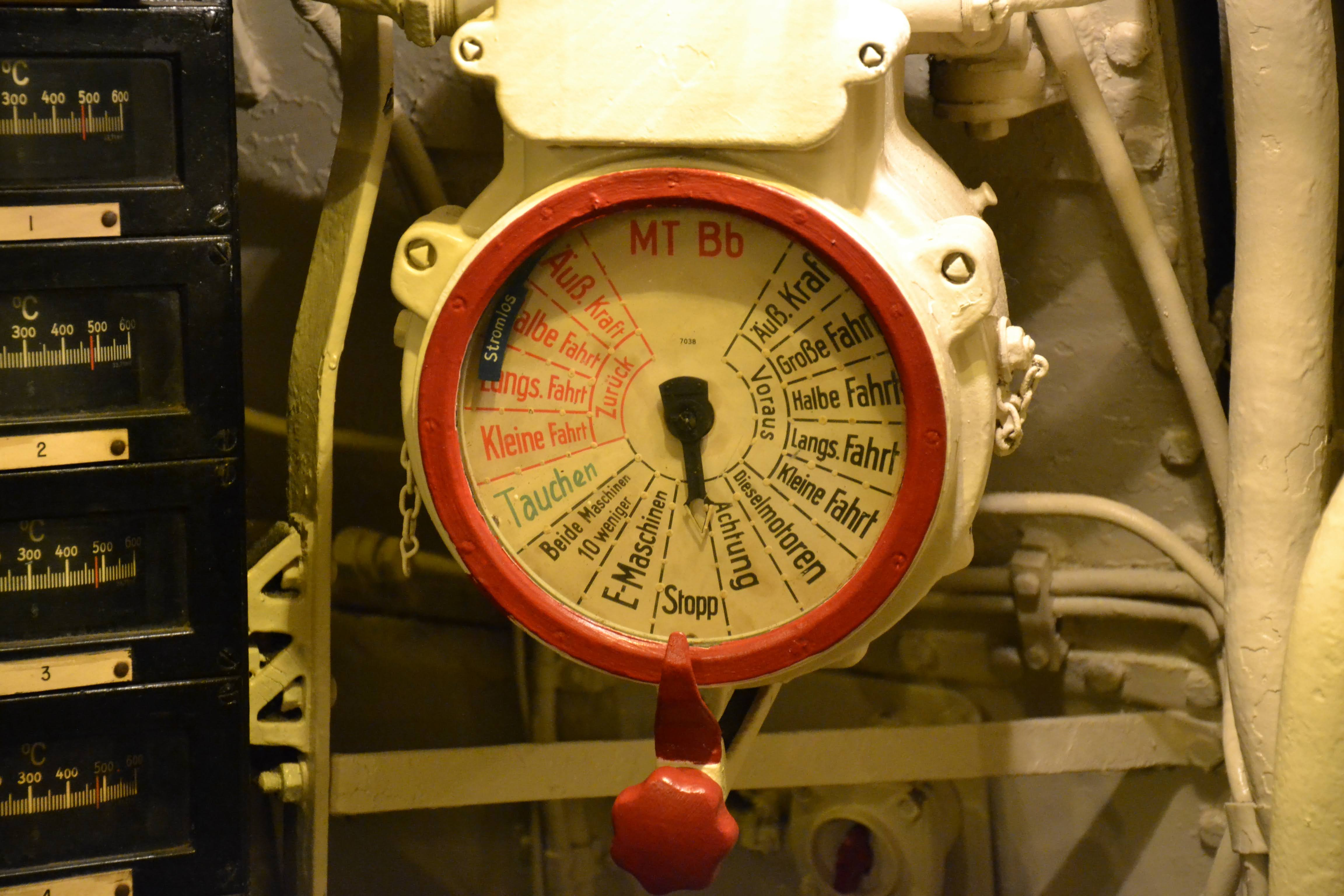
Máy điện báo mệnh lệnh động cơ trong khoang động cơ của tàu ngầm U-505.

Type IXC là phân lớp được tiếp tục cải tiến có khả năng chứa thêm 43 tấn nhiên liệu, giúp nâng thêm tầm xa hoạt động. Phiên bản này loại bỏ kính tiềm vọng tại phòng điều khiển, nên chỉ có hai kính tiềm vọng trên tháp chỉ huy. Trong cấu hình tàu ngầm rải mìn, chúng mang theo 44 thủy lôi TMA hoặc 60 thủy lôi TMB; tuy nhiên 35 chiếc từ U-162 đến U-170 và U-505 đến U-550 không được trang bị cho hoạt động rải mìn.
Những chiếc Type IXC nổi bật bao gồm U-156, vốn bị một máy bay ném bom Hoa Kỳ tấn công trong lúc đang treo một lá cờ chữ thập đỏ để cứu vớt những người sống sót từ tàu chở hành khách Anh Laconia; và U-166 là tàu ngầm U-boat duy nhất bị đánh chìm trong vịnh Mexico. Tàu ngầm U-505 sống sót qua cuộc chiến tranh và hiện đang được bảo tồn tại Bảo tàng Khoa học và Công nghiệp tại Chicago, và được phục chế toàn bộ sau khi chuyển đến địa điểm trưng bày mới từ năm 2004.

### Danh sách tàu ngầm Type IXC
Các xưởng đóng tàu DeSchiMAG AG Weser và Seebeckwerft tại Bremen, cùng Deutsche Werft tại Hamburg đã chế tạo 54 chiếc Type IXC. Chỉ có bốn chiếc sống sót qua cuộc chiến tranh, và một chiếc duy nhất được bảo tồn tại Hoa Kỳ.
- U-66 - Bị đánh chìm, 6 tháng 5, 1944
- U-67 - Bị đánh chìm, 16 tháng 7, 1943
- U-68 - Bị đánh chìm, 10 tháng 4, 1944
- U-125 - Bị đánh chìm, 6 tháng 5, 1943
- U-126 - Bị đánh chìm bởi máy bay, 3 tháng 6, 1943
- U-127 - Bị đánh chìm, 15 tháng 12, 1941
- U-128 - Bị đánh chìm bởi máy bay và tàu chiến, 17 tháng 5, 1943
- U-129 - Xuất biên chế, 4 tháng 7, 1944
- U-130 - Bị đánh chìm, 12 tháng 3, 1943
- U-131 - Bị đánh đắm, 17 tháng 12, 1941
- U-153 - Bị đánh chìm bởi tàu chiến, tháng 7, 1942
- U-154 - Bị đánh chìm, 3 tháng 7, 1944
- U-155 - Bị Anh đánh đắm sau chiến tranh
- U-156 - Bị đánh chìm, 8 tháng 3, 1943
- U-157 - Bị đánh chìm, 13 tháng 6, 1942
- U-158 - Bị đánh chìm, 30 tháng 6, 1942
- U-159 - Bị đánh chìm, 28 tháng 7, 1943
- U-160 - Bị đánh chìm, 14 tháng 7, 1943
- U-161 - Bị đánh chìm, 27 tháng 9, 1943
- U-162 - Bị đánh chìm, 3 tháng 9, 1942
- U-163 - Bị đánh chìm, 12/13 tháng 3, 1943
- U-164 - Bị đánh chìm, 6 tháng 1, 1943
- U-165 - Bị đánh chìm, 27 tháng 9, 1942
- U-166 - Bị đánh chìm, 30 tháng 7, 1942
- U-171 - Bị đánh chìm bởi mìn, 9 tháng 10, 1942
- U-172 - Bị đánh chìm, 13 tháng 12, 1943
- U-173 - Bị đánh chìm, 16 tháng 11, 1942
- U-174 - Bị đánh chìm bởi máy bay, 27 tháng 4, 1943
- U-175 - Bị đánh chìm, 17 tháng 4, 1943
- U-176 - Bị đánh chìm, 15 tháng 5, 1943
- U-501 - Bị đánh chìm, 10 tháng 9, 1941
- U-502 - Bị đánh chìm bởi máy bay, 6 tháng 7, 1942
- U-503 - Bị đánh chìm, 15 tháng 3, 1942
- U-504 - Bị đánh chìm, 30 tháng 7, 1943
- U-505 - Bị Hải quân Hoa Kỳ chiếm giữ, 4 tháng 6, 1944. Hiện là tàu bảo tàng tại Chicago
- U-506 - Bị đánh chìm bởi máy bay, 12 tháng 7, 1943
- U-507 - Bị đánh chìm bởi máy bay, 13 tháng 1, 1943
- U-508 - Bị đánh chìm bởi máy bay, 12 tháng 11, 1943
- U-509 - Bị đánh chìm bởi máy bay, 15 tháng 7, 1943
- U-510 - Chuyển cho Hải quân Pháp sau chiến tranh
- U-511 - Chuyển cho Nhật Bản, 16 tháng 9, 1943
- U-512 - Bị đánh chìm bởi máy bay, 2 tháng 10, 1942
- U-513 - Bị đánh chìm bởi máy bay, 19 tháng 7, 1943
- U-514 - Bị đánh chìm, 8 tháng 7, 1943
- U-515 - Bị đánh chìm, 9 tháng 4, 1944
- U-516 - Bị Anh đánh đắm sau chiến tranh
- U-517 - Bị đánh chìm bởi máy bay, 21 tháng 11, 1942
- U-518 - Bị đánh chìm, 22 tháng 4, 1944
- U-519 - Mất tích, 31 tháng 1, 1943
- U-520 - Bị đánh chìm, 30 tháng 10, 1942
- U-521 - Bị đánh chìm, 2 tháng 6, 1943
- U-522 - Bị đánh chìm, 23 tháng 2, 1943
- U-523 - Bị đánh chìm, 25 tháng 8, 1943
- U-524 - Bị đánh chìm bởi máy bay, 22 tháng 3, 1943

## Type IXC/40
Type IXC/40 là một phiên bản cải tiến của Type IXC với tầm xa hoạt động à tốc độ trên mặt nước được cải thiện đôi chút. Sau khi được trục vớt vào năm 1993, phần còn lại của tàu ngầm U-533 được trưng bày tại Bến phà Woodside, Birkenhead.

### Danh sách tàu ngầm Type IXC/40
Các xưởng đóng tàu DeSchiMAG AG Weser và Seebeckwerft tại Bremen, cùng Deutsche Werft tại Hamburg đã chế tạo 87 chiếc Type IXC/40.
- U-167
- U-168
- U-169
- U-170
- U-183
- U-184
- U-185
- U-186
- U-187
- U-188
- U-189
- U-190
- U-191
- U-192
- U-193
- U-194
- U-525
- U-526
- U-527
- U-528
- U-529
- U-530
- U-531
- U-532
- U-533
- U-534
- U-535
- U-536
- U-537
- U-538
- U-539
- U-540
- U-541
- U-542
- U-543
- U-544
- U-545
- U-546
- U-547
- U-548
- U-549
- U-550
- U-801
- U-802
- U-803
- U-804
- U-805
- U-806
- U-841
- U-842
- U-843
- U-844
- U-845
- U-846
- U-853
- U-854
- U-855
- U-856
- U-857
- U-858
- U-865
- U-866
- U-867
- U-868
- U-869
- U-870
- U-877
- U-878
- U-879
- U-880
- U-881
- U-889
- U-1221
- U-1222
- U-1223
- U-1224
- U-1225
- U-1226
- U-1227
- U-1228
- U-1229
- U-1230
- U-1231
- U-1232
- U-1233
- U-1234
- U-1235

## Type IXD
Phân lớp Type IXD dài hơn và nặng hơn đáng kể so với Type IXC/40. Chúng nhanh hơn Type IXC nhưng phải trả giá với sự kém cơ động hơn. Type IXD có ba cặp động cơ diesel Daimler Benz: hai cặp để di chuyển đường trường và một cặp để di chuyển nhanh hay nạp lại điện cho ắc-quy. Type IXD có tổng cộng ba biến thể:
- IXD1 có động cơ kém tin cậy nên sau đó được chuyển sang sử dụng như tàu vận chuyển trên mặt nước.
- IXD2 chiếm số lượng nhiều nhất trong phân lớp và có tầm xa hoạt động lên đến 23.700 nmi (43.900 km).
- IXD/42 hầu như tương tự nhưng động cơ có công suất mạnh hơn (5.400 hp (4.000 kW; 5.500 PS) thay vì 4.400 hp (3.300 kW; 4.500 PS)).

Vào những năm 1943 và 1944, một số chiếc Type IXD được tháo dỡ ống phóng ngư lôi để cải biến sang nhiệm vụ vận tải. Trong vai trò mới này chúng có thể vận chuyển 252 tấn hàng hóa, và tầm xa hoạt động được mở rộng đến 31.500 nmi (58.300 km).

### Danh sách tàu ngầm Type IXD
Xưởng đóng tàu DeSchiMAG AG Weser tại Bremen đã chế tạo 30 chiếc Type IXD.
- U-177
- U-178
- U-179
- U-180
- U-181
- U-182
- U-195
- U-196
- U-197
- U-198
- U-199
- U-200
- U-847
- U-848
- U-849
- U-850
- U-851
- U-852
- U-859
- U-860
- U-861
- U-862
- U-863
- U-864
- U-871
- U-872
- U-873
- U-874
- U-875
- U-876

Nhiều chiếc Type IXD/42 được hợp đồng để chế tạo tại xưởng tàu DeSchiMAG AG Weser tại Bremen, nhưng chỉ có hai chiếc nhập biên chế:
- U-883: hạ thủy ngày 28 tháng 4, 1944 và nhập biên chế 27 tháng 3, 1945. Bị đánh đắm trong Chiến dịch Deadlight.
- U-884: hạ thủy ngày 17 tháng 5, 1944, hư hại nặng tại xưởng tàu ngày 30 tháng 3, 1945 do trúng bom trong cuộc không kích.
- U-885, U-886, U-887 và U-888: được đặt lườn nhưng công việc ngừng lại ngày 30 tháng 9, 1943 sau khi mọi hợp đồng IXD/42 bị hủy bỏ.